# José Manuel García García
José Manuel García García  (Luarca, 16 de marzo de 1968) fue un ciclista español ya retirado que fue profesional entre 1993 y 1997. 

## Palmarés
1997
- 1 etapa del Trofeo Joaquim Agostinho

## Resultados en las grandes vueltas
| Carrera         | 1993 | 1994 | 1995 | 1996 | 1997 |
| --------------- | ---- | ---- | ---- | ---- | ---- |
| Giro de Italia  | -    | -    | -    | -    | -    |
| Tour de Francia | -    | -    | -    | -    | -    |
| Vuelta a España | -    | -    | 34º  | -    | -    |
| Mundial en Ruta | -    | -    | -    | -    | -    |

-: no participa

Ab.: abandono